# Acontiola parvula
Acontiola parvula is een vlinder van de familie van de uilen (Noctuidae). De wetenschappelijke naam van deze soort is voor het eerst voorgesteld als Ozarba parvula door Emilio Berio in een publicatie uit 1940.
De soort komt voor in Ethiopië en Somalië.